# Chris Stein
Chris Stein (Brooklyn, New York, 1950. január 5. –) az amerikai Blondie együttes egyik alapítója és gitárosa.
Stein írta a listavezető Sunday Girl című slágert, de több dalt írt együtt Debbie Harryvel is: Heart of Glass, Picture This (Jimmy Destrivel), Dreaming, Island of Lost Souls, Rapture, Rip Her to Shreds.

## Pályafutása
1983-ban egy ritka genetikai rendellenességet, a pemphigus betegséget diagnosztizáltak nála. Hosszas küzdelem után teljesen felépült a kórból. 2005-óta ő is turnézik és részt vesz a felvételeken a Blondie tagjaként.
1999-ben házasodott meg, Barbara Sicuranza modellt vette feleségül. Két lánya született: Akira és Valentina.